# Klaviersonate Nr. 3 (Mozart)
Die Sonate Nr. 3 in B-Dur KV 281 (189f) von Wolfgang Amadeus Mozarts ist eine Klaviersonate mit drei Sätzen. Sie wurde während der Reise nach München anlässlich der Produktion der Oper La finta giardiniera zwischen dem späten 1774 und dem März des nächsten Jahres komponiert, als Mozart 18 Jahre alt war, und ist die Dritte eines Zyklus von sechs Sonaten mit steigendem Schwierigkeitsgrad, die auf dieser Reise entstanden sind. Sie ist eines der virtuosesten von Mozart komponierten Werke, und die durchschnittliche Aufführungsdauer beträgt 14 Minuten.

## Sätze

### 1. Satz: Allegro
Der Kopfsatz in B-Dur wird geprägt durch den Gegensatz zwischen Sechzehntel-Triolen und Zweiunddreißigstel-Noten im Thema des ersten Satzes.

### 2. Satz: Andante amoroso
Die Tempobezeichnung andante amoroso des zweiten Satzes mit seinen gefühlvollen cantabile-Melodie-Phrasen in Es-Dur weist auf die zarte und innige Stimmung hin. Mozart plante ursprünglich ein Andantino, entschied sich aber für das andante amoroso, um der Stimmung mehr Ausdruck zu geben. 

### 3. Satz: Rondo (allegro)
Das Schlussrondo, wieder in B-Dur, enthält einen Gavotte-Rhythmus und enthält das Formschema A-B-A-C-A. Es besteht aus einem zweiteiligen Thema, wobei sich Mozart beim zweiten Teil im Rahmen einer veränderten Reprise an Carl Philipp Emanuel Bach orientiert. Der Satz schließt mit einer heiter gestimmten Coda.